# Хадыяха (приток Янгиёгана)
Хадыяха (устар. Хады-Яха) — река в Приуральском районе Ямало-Ненецкого АО. Устье реки находится на 9-м км правого берега реки Янгиёган. Длина реки составляет 31 км.

## Данные водного реестра
По данным государственного водного реестра России относится к Нижнеобскому бассейновому округу, водохозяйственный участок реки — Обь от впадения реки Северная Сосьва до города Салехард, речной подбассейн реки — бассейны притоков Оби ниже впадения Северной Сосьвы. Речной бассейн реки — (Нижняя) Обь от впадения Иртыша.